# Черных, Юрий Алексеевич (историк)
Ю́рий Алексе́евич Черны́х (25 июля 1935, Пермь — 6 июля 1993, там же) — советский и российский историк, социолог, специалист в области политической истории СССР и социологии молодёжи. Доктор исторических наук (1979), профессор (1980).

## Биография
Родился в семье учителей. С 1953 по 1958 год учился на историческом факультете МГУ. В 1958—1961 годах работал в Пермском обкоме ВЛКСМ. С 1961 года — в Пермском политехническом институте — ассистент, позднее доцент, заместитель заведующего (1968—1980), заведующий кафедрой истории (1980—1991).
В 1967 году после обучения в годичной аспирантуре МГУ защитил кандидатскую диссертацию «Комсомол Урала — помощник партийных организаций в борьбе за технический прогресс в химической промышленности в период между XX и XXII съездами КПСС». В 1979 году там же защитил докторскую диссертацию «Комсомол — активный помощник партии в коммунистическом воспитании рабочей молодёжи в период между XX и XXV съездами КПСС, 1956—1976 гг.», в 1980 году избран профессором.
Работал заместителем декана горного факультета ППИ, в 1982—1993 годах являлся заместителем председателя Воспитательного совета и научным руководителем отдела внеучебной работы института, свыше 10 лет руководил методологическим семинаром кафедры. Активно участвовал в повышении квалификации преподавателей. Избирался в руководящие органы институтских, районных и областных общественных объединений. Член республиканской комиссии по работе среди молодёжи, член правления и президиума областной организации общества «Знание».
Стремился соединить современные достижения науки с учебным процессом и внеучебной работой. При переходе к преподаванию базового курса истории России выступил инициатором чтения спецкурсов по выбору студентов; разработал и читал элективные курсы «Актуальные проблемы прошлого и настоящего нашего общества», «Русские за рубежом: История и проблемы эмиграции в XX веке», «Молодежное движение; исторический опыт, проблемы, пути». Автор спецкурса «Край, в котором мы живём: история, современность, перспективы». В 1992 году совместно с группой молодых преподавателей разработал и опубликовал программу учебного курса «Процессы мирового развития в XX веке»; начал разработку программы, посвящённой процессам регионального развития (на материалах Урала). Студенческие рефераты, выполненные под его руководством, отмечены наградами всесоюзных и республиканских конкурсов и выставок.
Сын Владимир (1960—2014) — философ, заведующий кафедрой философии и культурологии Западно-Уральского института экономики и права.

## Научная деятельность
В сферу исследовательских интересов Ю. А. Черных входили молодёжное движение, управление идеологическими и воспитательными процессами, развитие высшей школы, методология истории и др. Один из основателей комплексного анализа системы воспитания рабочей молодёжи. В 1979—1986 годах группа преподавателей кафедры под его руководством, работая на хоздоговорных началах, провела историко-социологические исследования в 15 производственных и учебных коллективах Пермской области.
С 1985 года — председатель головного совета по руководству целевой комплексной межвузовской программой научной исследований РСФСР «Становление и развитие рабочей молодёжи» (объединяла работу обществоведов разных специальностей более чем 20 вузов). Предложил оригинальную концепцию анализа и прогнозирования исторических процессов в различных сферах жизни общества с точки зрения законов, закономерностей, тенденций, противоречий и социальных ритмов. Характерная черта научных работ Ю. А. Черных — связь с практикой. Под его руководством проведены крупные историко-социологические исследования.
Автор более 170 научных публикаций (в том числе около 50 книг), участник около 150 научных конференций, от региональных до международных. Среди организованных им научных мероприятий: «Проблемы и тенденции развития Верхнекамского региона: история, культура, экономика» (1992), «Образование на Западном Урале: история, современность, перспективы развития» (1993) и др. Стал одним из инициаторов создания и разработчиков словника «Уральской исторической энциклопедии», был редактором первого выпуска «Материалов по Пермской области к „УИЭ“». Подготовил 10 аспирантов в области истории КПСС и социологии молодёжи.
Входил в состав трёх республиканских проблемных советов, разрабатывавших актуальные вопросы гуманитарных наук. Являлся редактором либо членом редколлегии 112 научных изданий. Неоднократно выступал официальным оппонентом на защите кандидатских и докторских диссертаций, рецензировал диссертации, монографии и другие научные работы. С 1986 года — член специализированного ученого совета по защите кандидатских диссертаций при Пермском государственном университете.

## Основные работы
- В первых рядах строителей коммунизма: (Из истории Пермской областной комсомольской организации в 1959—1968 гг.). Пермь, 1968;
- Материалы по нравственному воспитанию в коллективе института. Пермь, 1977;
- Комсомол — активный помощник партии / [Редкол.: Ю. А. Черных (отв. ред.) и др.]. — Пермь, 1986.
- Совершенствование системы партийного руководства деятельностью комсомола: (По материалам Урала. 1956—1975) // Партийное руководство организационно-политическим укреплением комсомола Урала. Пермь, 1987;
- Русские за рубежом: Размышления об истории и судьбах эмиграции в XX в. Пермь, 1991;
- Процессы мирового развития в XX в. Пермь, 1992;
- Пермский государственный технический университет / Сост. А. А. Бартоломей, А. И. Маковецкий, Ю. А. Черных .— Пермь : Изд-во ПГТУ, 1993;
- Философия истории: новые подходы. Пермь, 1997 (в соавт. с В. Ю. Черных).

## Награды
Награждён орденом «Знак Почёта», 2 медалями, золотой медалью ВДНХ СССР, знаком «За отличные успехи в работе» в области высшего образования, дипломами и грамотами государственных органов и общественных организаций.